# Tarapacá (Chili)
Tarapacá is een van de zestien regio's van Chili en heeft als regionummer het Romeinse nummer I. De hoofdstad van de regio is Iquique. De regio Tarapacá heeft 330.558 inwoners (2017) en grenst in het noorden aan de regio Arica y Parinacota, in het oosten aan Bolivia, in het zuiden aan de regio Antofagasta en in het westen aan de Grote Oceaan.

## Geschiedenis
Het gebied dat nu ongeveer Tarapacá is werd tijdens de Salpeteroorlog (1879-1884) door Chili veroverd. Voorheen behoorde het tot Peru. In dezelfde oorlog werd de regio Antofagasta op Bolivia veroverd, waardoor dat land geen directe toegang tot de zee meer heeft. Reeds in 1883 stemde Peru, dat zich dat jaar uit de oorlog terugtrok, in met een Chileense annexatie van het grootste deel van het gebied. Na een patstelling van enkele decennia werd besloten om Arica en omgeving ook tot Chili te laten behoren.
In oktober 2007 werd de regio Arica y Parinacota afgesplitst van Tarapacá.

## Provincies
De regio Tarapacá bestaat uit twee provincies:
- Iquique
- Tamarugal

## Gemeenten
De regio Tarapacá bestaat uit zeven gemeenten:
- Alto Hospicio
- Camiña
- Colchane
- Huara
- Iquique
- Pica
- Pozo Almonte

## Grotere plaatsen
- Iquique
- Pica
- Camiña
- Pisagua
- Alto Hospicio
- Huara
- Pozo Almonte

## Economie
De economie van Tarapacá steunt op drie pijlers: mijnbouw, toerisme en visserij.